# CollXtion II
CollXtion II è il primo album in studio della cantante canadese Allie X, pubblicato nel 2017.

## Tracce
1. Paper Love – 3:16
2. Vintage – 3:38
3. Need You (featuring Valley Girl) – 3:22
4. Casanova – 3:45
5. Lifted – 3:14
6. Simon Says – 3:36
7. Old Habits Die Hard – 3:41
8. That's so Us – 3:35
9. Downtown – 3:57
10. True Love Is Violent